# Metazercon
Metazercon es un género de ácaros perteneciente a la familia Zerconidae.

## Especies
Metazercon Blaszak, 1975
- Metazercon athiasae Blaszak, 1975
- Metazercon mahunkai Halaskova, 1979
- Metazercon rafalskii Blaszak, Kaczmarek & Joon-Ho-Le, 1997